# Hemiteles fasciatus
Hemiteles fasciatus là một loài tò vò trong họ Ichneumonidae.